# Biserica Sfântul Gheorghe din Tescani
Biserica Sfântul Gheorghe din Tescani este o biserică aflată în județul Bacău, satul Tescani, comuna Berești-Tazlău, în cadrul Centrului de Cultură din Tescani.

## Istoric
În anul 1769, anul în care a fost construită, biserica aparținea familiei Rosetti. A fost refăcută începând cu anul 1974, cu sprijin financiar din partea Episcopiei Romanului; acoperișul a fost reparat, pereții consolidați și biserica pictată cu cântăreți ce țin instrumente în mâini. În apropierea acestei biserici au fost înmormântați membri ai familiei Rosetti.
Astăzi, biserica este folosită ca magazie pentru Centrul de Cultură de la Tescani.

## Galerie

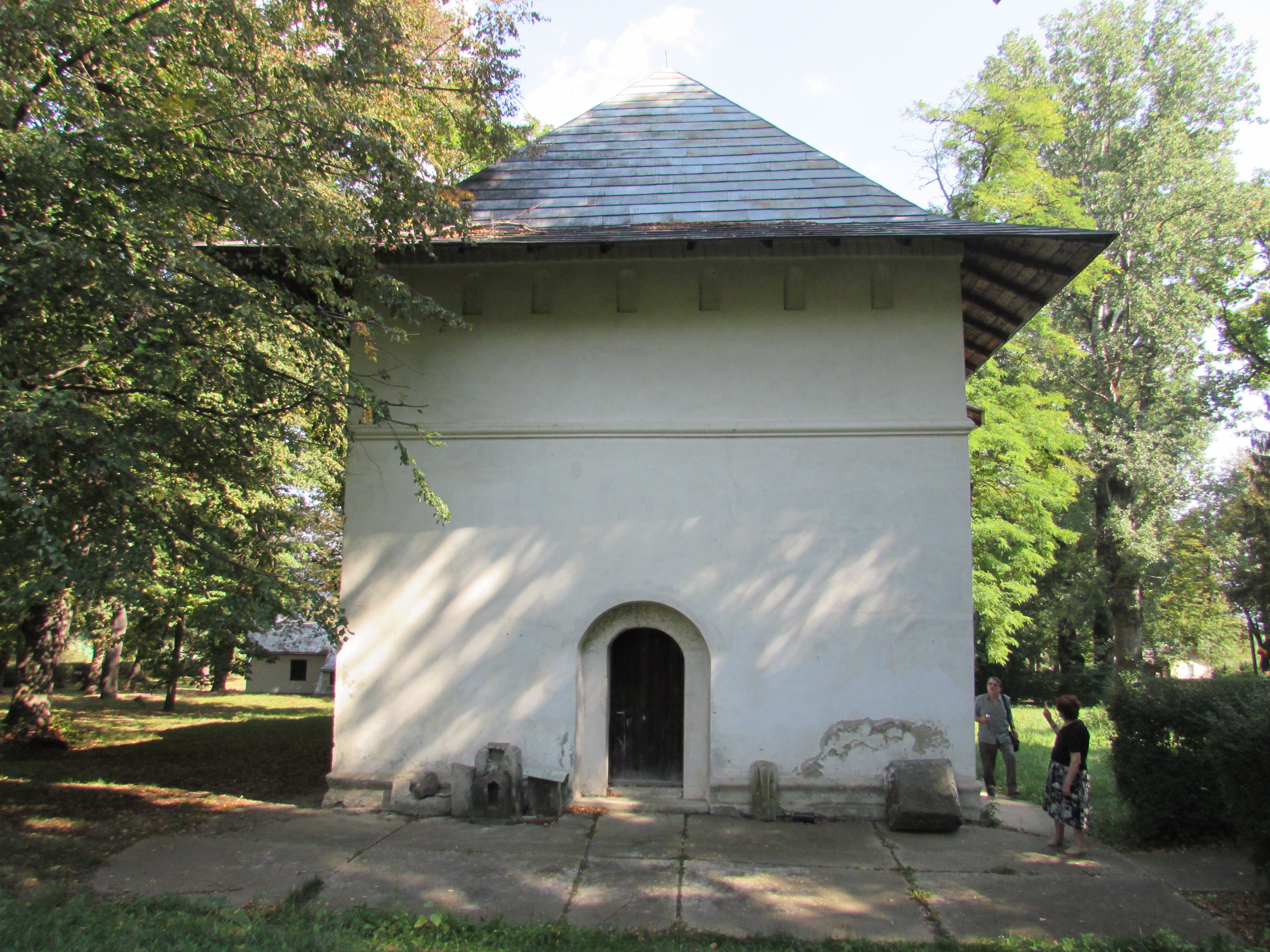
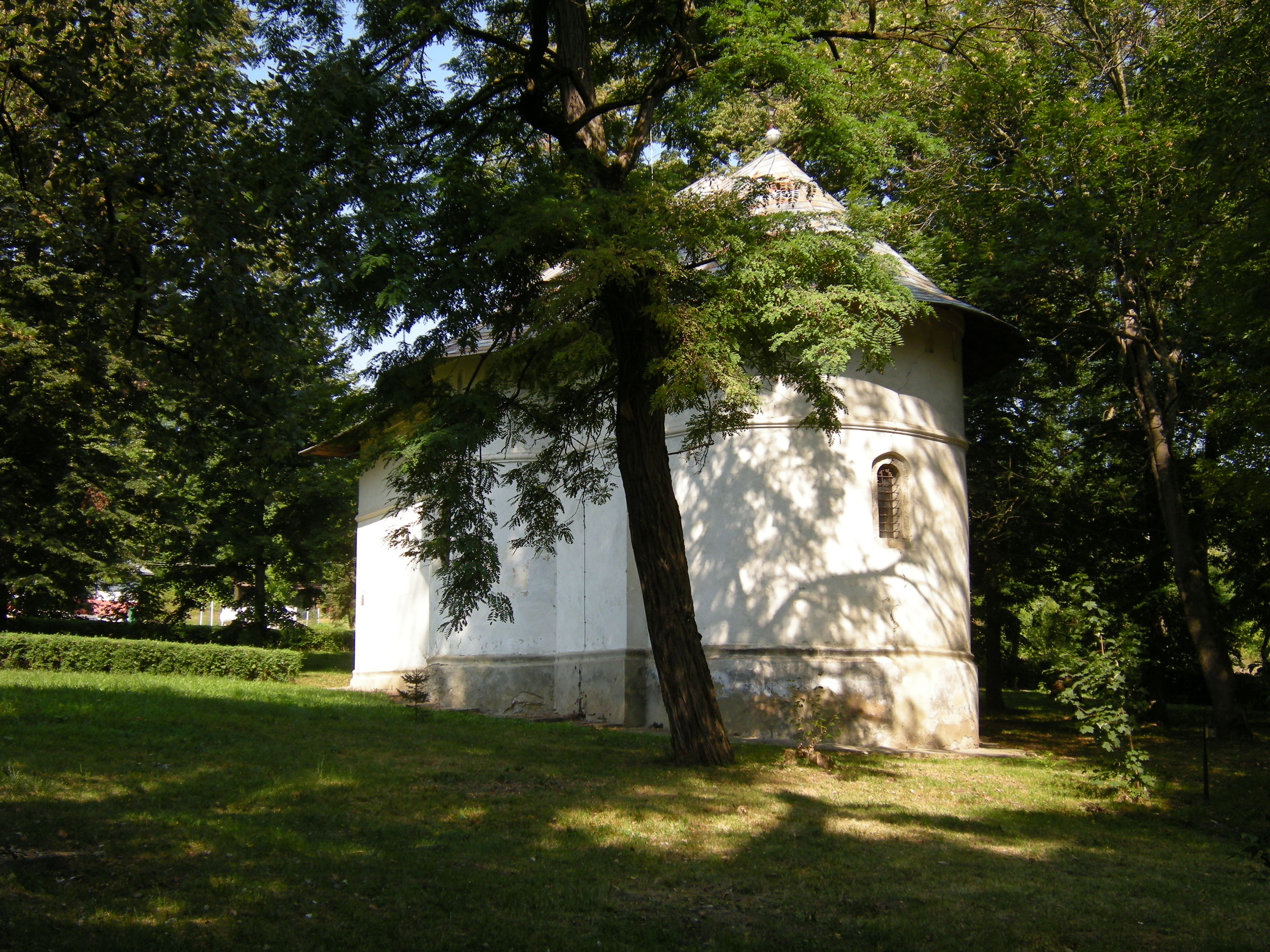
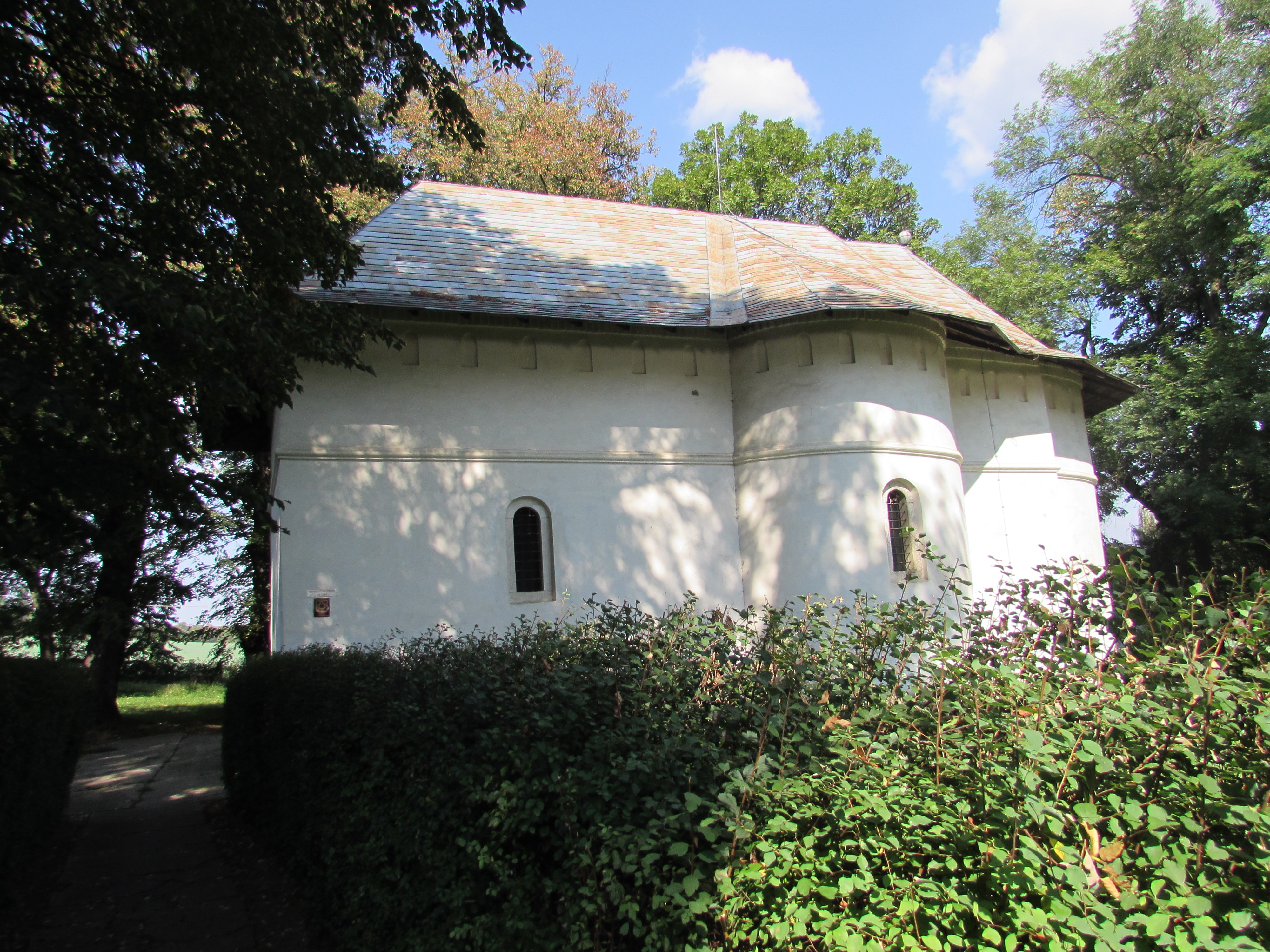
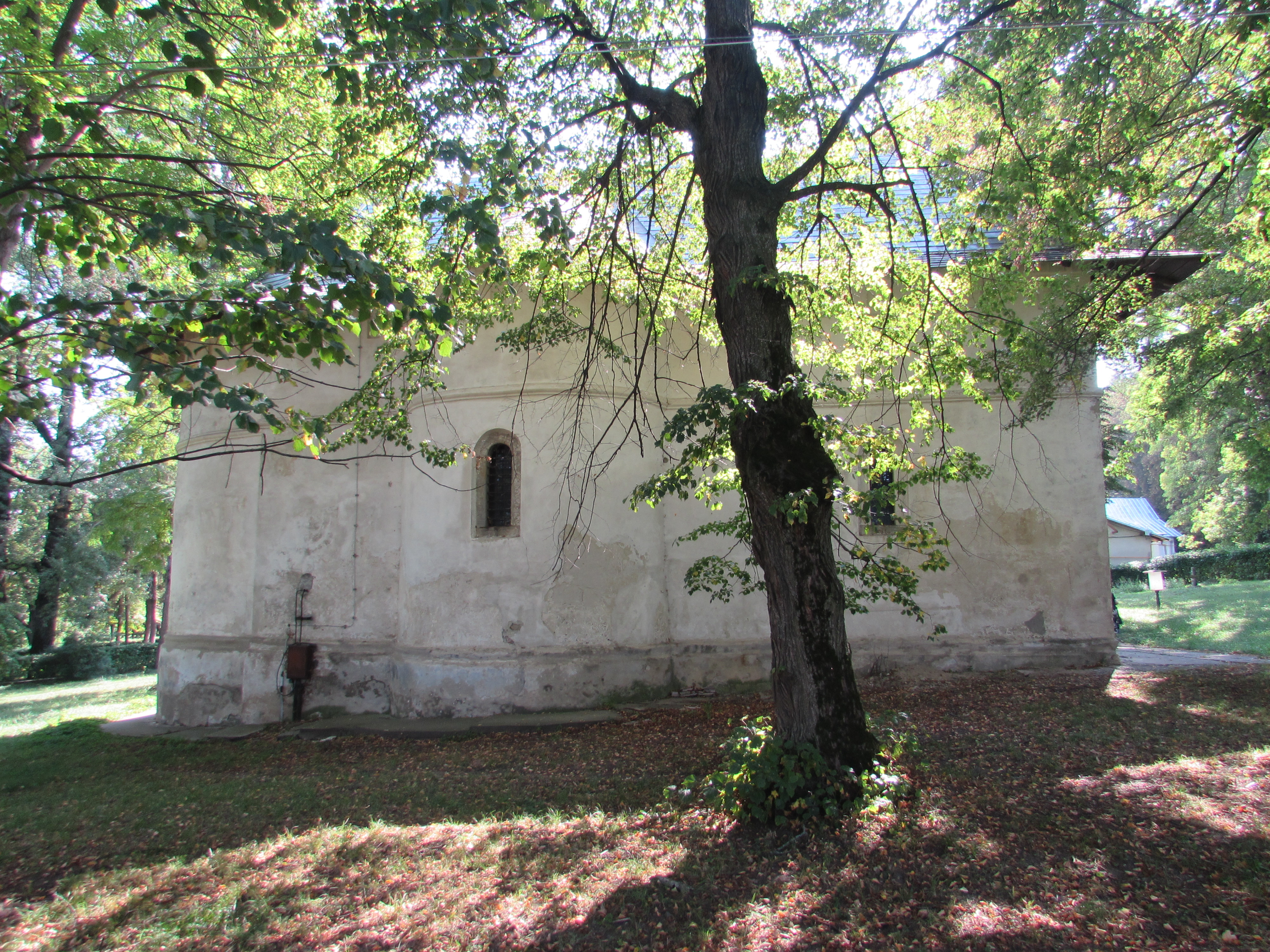
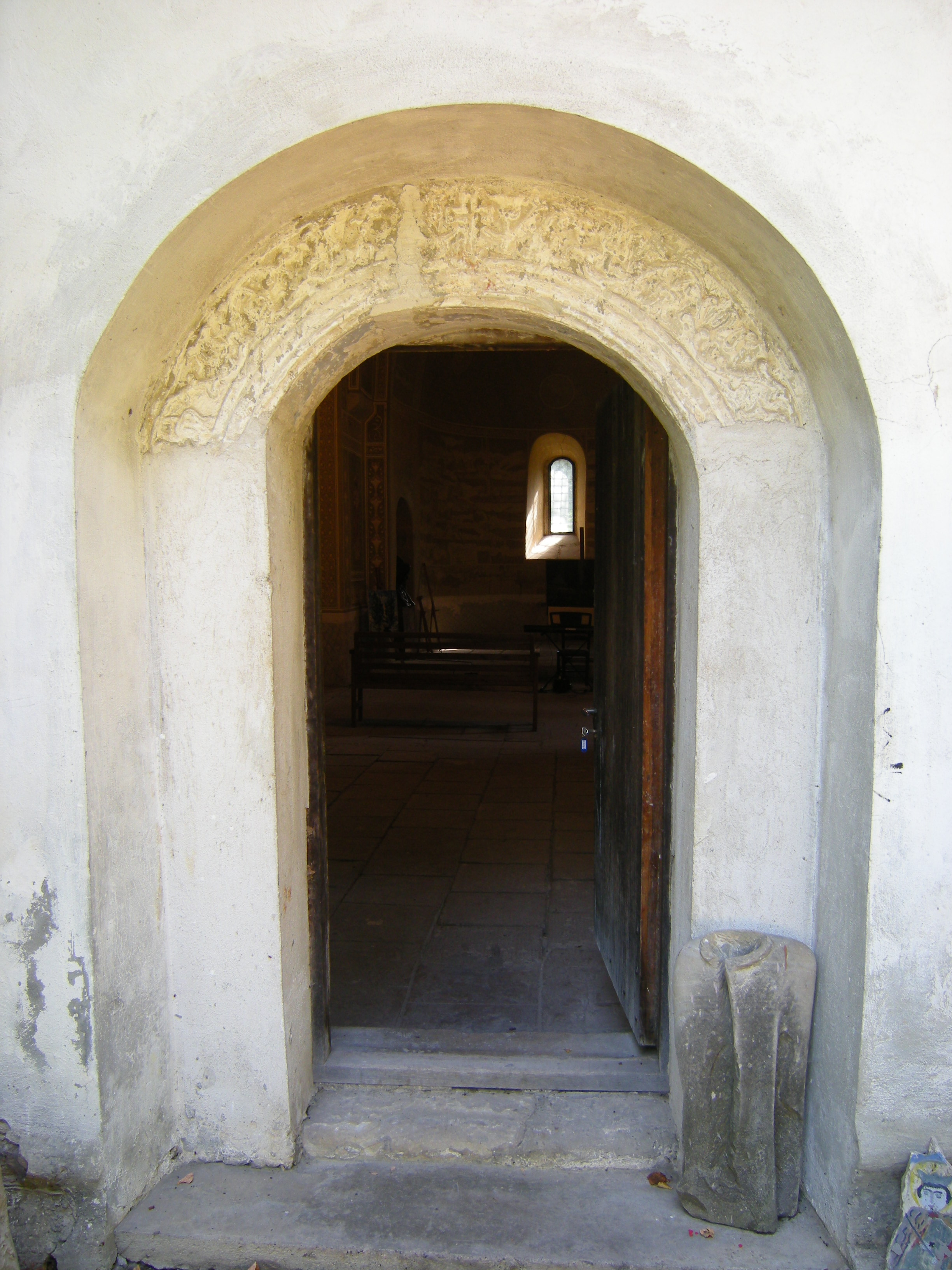
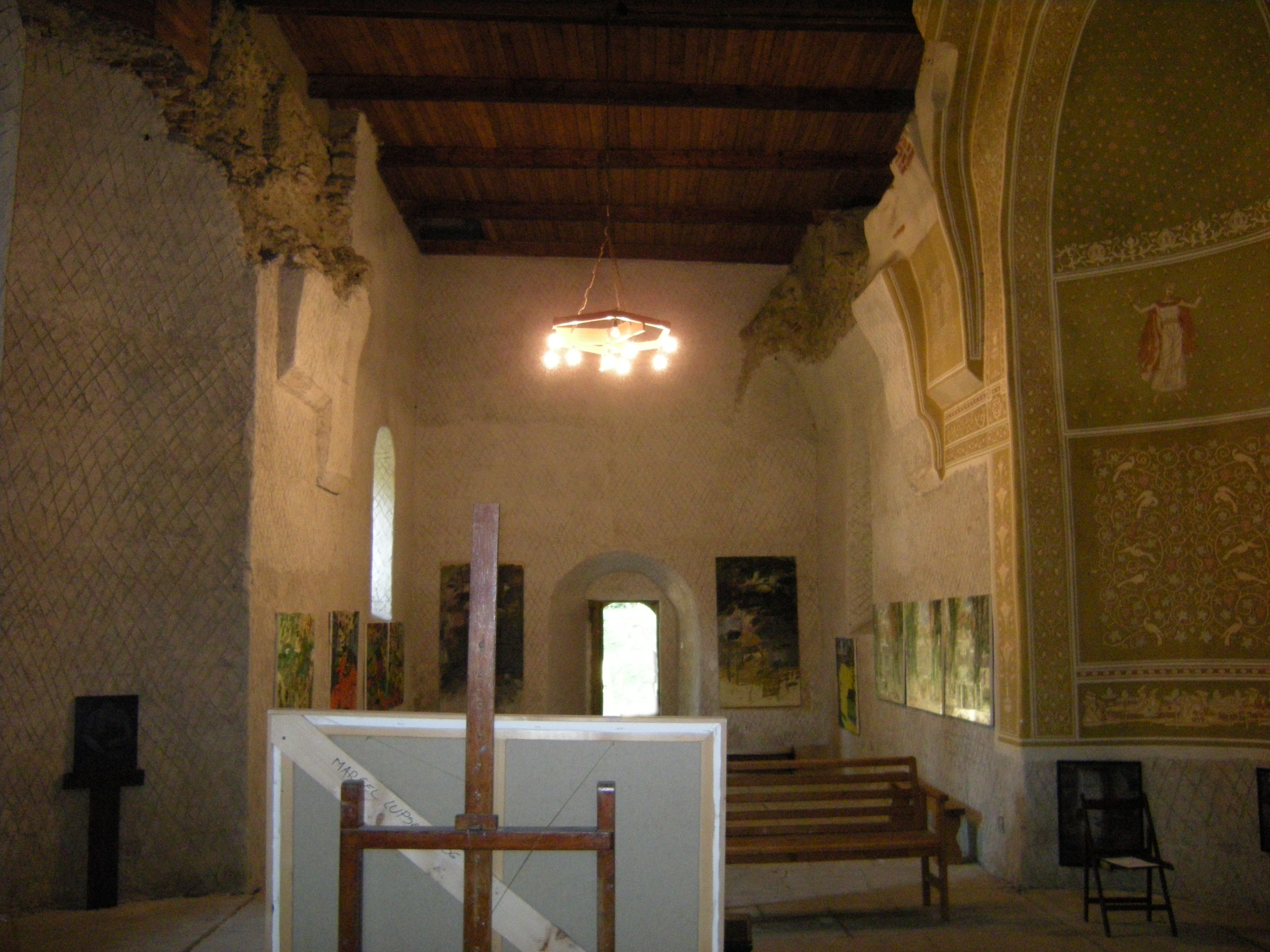